# 羅立文
羅立文，OMP（1956年8月23日—），澳門土生葡人，曾任澳門立法會官委議員，前任澳門特別行政區運輸工務司司長。

## 經歷
羅立文於1956年8月生於葡屬澳門一個有澳門土生葡人家庭。他在波爾圖大學獲得了土木工程學士學位，並在里斯本新大學完成了土力學的研究生課程。
1979年至1990年間，他在工務運輸司任職技術員、廳長、副司長及司長，亦曾任土地委員會主席、交通高等委員會主席、體育委員會成員以及澳門國際機場專營公司董事局助理。在1990年至1999年間，他是一名自由業土木工程師，期間擔任由澳門總督委任澳門立法會議員，即官委議員。他亦曾擔任澳門基本法起草委員會委員、澳門特別行政區籌委會委員，以及中葡土地小組葡方代表團成員。
1999年澳門回歸至2014年期間，羅立文曾出任駐里斯本經濟貿易辦事處主任、駐布魯塞爾歐盟經濟貿易辦事處主任，以及日內瓦的駐世貿經濟貿易辦事處主任。

### 出任運輸工務司司長
2014年，羅立文由歐洲調回澳門後出任手握土地、公共工程審批權的運輸工務司司長一職，取代前任司長劉仕堯。
據當地傳媒報導，一些手持多幅澳門土地的地產發展商在收到羅立文成為司長人選的消息後表現興奮及表示贊成，且對羅立文寄予厚望，因為跟「不配合」的前司長劉仕堯相比，「被政商權貴拱上位」的羅立文會「適當配合」地產發展商。

## 相關事件

### 九不識事件
1997年，澳葡政府在澳門主權即將移交至中華人民共和國的前兩年從公務員退休金中撥走大量款項到葡萄牙，民主派的直選立法議員吳國昌和直選澳門市政議員區錦新致函歐盟委員會，質疑葡萄牙政府因財政緊絀而強行調動澳門公務員退休金款項，以當作葡萄牙政府收入來滿足《馬城條約》對歐元參與國的基本財政要求。及至1998年11月，包括當時身為官委議員的羅立文在內的時任8名葡裔議員華年達、歐安利、戴明揚、歐若堅、飛文基、潘志輝、施綺蓮發起聯名譴責，指責吳國昌「侮辱國家（葡萄牙）」，以及「不識政治、不識法律、不識經濟、不識財政、不識會計、不識行政、不識外交、不識數學、不識文化」，是為「九不識事件」，而澳門市政廳廳長麥健智及數名官委議員則在議會上責備區錦新向歐盟告狀。1999年，歐盟執行委員會正式覆函，指出經調查後證明吳國昌區錦新的投訴理據屬實，澳葡政府亦停止從澳門公務員退休金撥走款項。

### 批准興建將破壞世遺景觀的建築項目

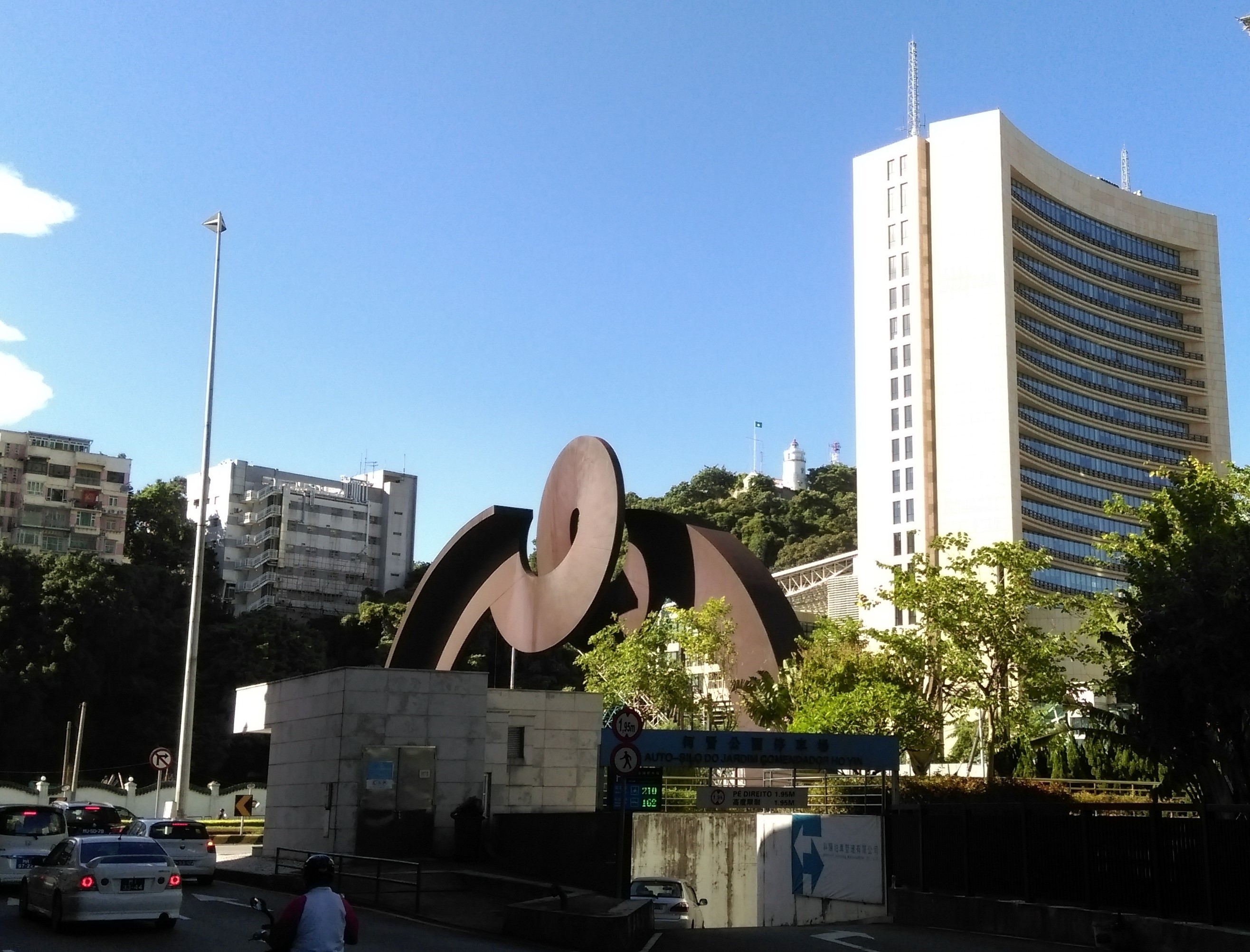
被中聯辦大樓阻礙景觀的世界文化遺產東望洋燈塔。

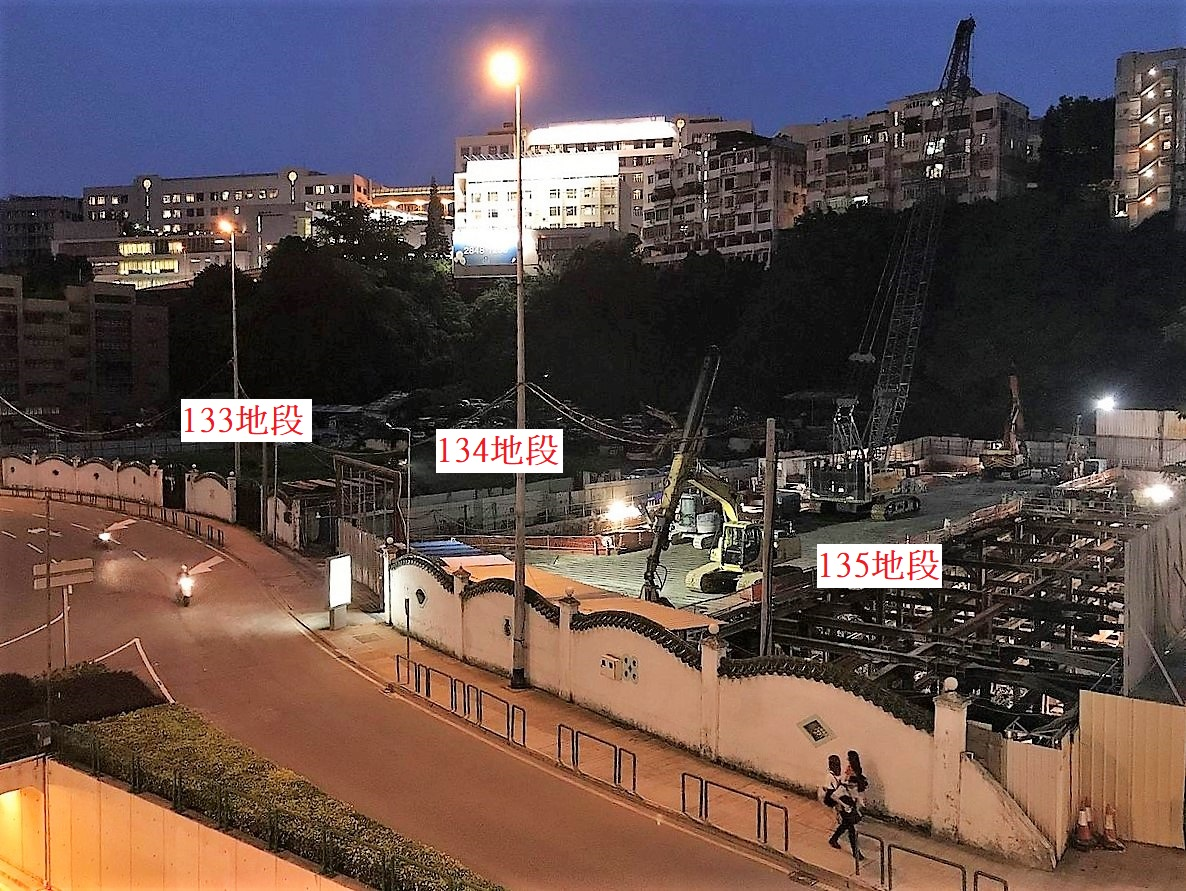
2016年澳門中聯辦大樓旁135，134及133地段的狀況，135地段正在興建一幢樓高33層的樓宇，建成後將進一步破壞東望洋燈塔的景觀。

2015年，已擔任運輸工務司司長的羅立文批准位於澳門中聯辦大樓旁邊的土地（新口岸填海區135地段，現為羅理基博士大馬路527-553號）申請重新利用，該地段將會興建一幢樓高33層的商住樓宇。由於該片土地位處世界文化遺產東望洋燈塔周邊限高區域，故建成後將會遮擋燈塔景觀，對此時澳門文化局局長吳衛鳴表示，樓宇的高度已經諮詢過文化局，90米的限高符合世遺標準和法律。他又表示松山周邊的建築物高度非常敏感，但隨著社會進步，必需要在文化保育和發展上取得平衡，又指文化局已經盡力。澳門社區警務聯絡主任陳德勝對當局的決定作出批評：「（主事官員）哪有這麼大權？背後的主子是誰，還用說嗎？」

### 駕照互認爭議
澳門回歸中國後的2018年，澳門行政長官頒佈行政命令，授權運輸工務司司長羅立文代表澳門特區與中华人民共和国公安部簽署「內地與澳門關於互認換領機動車駕駛證」的協議，引起爭議，羅立文質疑為何加入了國際公約的澳門與100多個國家有駕照互認協議，但唯獨不能承認「祖國（中華人民共和國）的駕駛執照」。當被記者問及駕照互認的檢討機制如何時，羅立文回應「（將來若出現問題就）到時再算」。對於為何不是解決預見的問題才簽署協議，他回應：「就算有很大問題，我也要簽署。祖國的駕駛執照，你不互認，是不是有問題？你不覺得奇怪嗎？」又說市民不應該對此有疑問。相關言論被批評是「上綱上線（不支持就是不愛國）」和「感性綁架理性」，該協議亦被質疑是澳門特區政府要完成國家交託的政治任務。

### 「失憶局長」李燦烽上位惹批評 及後涉貪被捕起訴
2014年剛新上任的運輸工務司司長的羅立文發出批示任命因歐文龍案而辭任工務局副局長一職的李燦烽「升職」，接替賈利安擔任土地工務運輸局局長一職。由於其在歐文龍貪污案以證人作供期間多次以「失憶」為由向法官拒絕回應，被澳門本地傳媒稱李燦烽為「失憶局長」。羅立文更稱不清楚李燦鋒在任副局長期間不清楚曾為歐文龍貪污案作供，又表示人選是特區政府的選擇，又叫傳媒自行查看李燦烽的履歷，認為對方有足夠條件出任工務局局長一職。
2021年12月24日，澳門特別行政區廉政公署公佈偵查一宗貪污賄賂案件中，揭發土地工務運輸局前領導涉貪，在職期間濫用職權並收受利益和賄賂，其後被澳門特別行政區檢察院頒佈羈押。 
2022年4月1日，有傳媒關注到除李燦烽外，另一位前工務局局長賈利安亦涉貪，有傳媒關注工務範疇的廉潔問題、如何防止再有領導捲入貪腐案件。出席儀式的運輸工務司司長羅立文回應指，希望社會不要因為工務部門一兩單問題事件就標籤整個部門，他又相信新的工務局領導會做好廉潔，但強調「沒有一個神仙辦法保證不會再發生（問題），會儘量、盡力解決這個問題」。

## 評價
民間對羅立文的表現有各種非議，坊間批評他欠責任感，而官委、建制派以及有同鄉會背景的議員如施家倫、唐曉晴、麥瑞權、徐偉坤等對羅立文有高度評價，認為他「科學施政、以人為本、用心為民」，出身建築業世家的官委議員馮志強則稱讚羅立文了解建築行業運作，適合當司長，又否認官員與商人關係密切是利益輸送。